# Hatakeyama Kei
Kei Hatakeyama (sinh ngày 13 tháng 8 năm 1967) là một cầu thủ bóng đá người Nhật Bản.

## Sự nghiệp câu lạc bộ
Kei Hatakeyama đã từng chơi cho Urawa Reds.